# Макдевит, Джек
Джек Макдевит (англ. Jack McDevitt), настоящее имя Джон Чарльз Макдевит (англ. John Charles McDevitt) — американский писатель-фантаст.

## Биография
Джек Макдевит родился в 1935 году в США. Он автор многих книг в жанре научной фантастики. Основная тема его произведений — контакт человека со внеземной цивилизацией.
Первым изданным рассказом Макдевита был «The Emerson Effect», который был издан в журнале «Twilight Zone» и вышел в 1981 году. Спустя два года был издан первый роман «Послание Геркулеса» о зашифрованном сигнале, посланном на Землю, что стало угрозой для человечества. Этот роман задал тон для многих последующих книг, в которых описывается контакт человечества со внеземным разумом. Часто эта тема смешана с осознанием безграничности Вселенной и трепетом перед неизвестным.
В романе «Двигатели бога» (1994) Макдевит выносит на суд читателя идею о Вселенной, которая когда-то изобиловала цивилизациями на разных ступенях развития, многие из которых погибли или пришли в упадок по неясной причине, а в различных точках Галактики исследователи с Земли находят множество гигантских своеобразных монументов, оставленных сотни и тысячи лет назад высокоразвитой расой. В попытках узнать причины вымирания цивилизаций археологи ищут загадочных Создателей Монументов и пытаются понять их мотивы. Опередив в развитии все другие населенные миры на десятки тысяч лет, Создатели Монументов перемещались по Галактике и пытались уберечь менее развитых обитателей Вселенной от загадочных Омега-облаков, блуждающих по глубинам космоса и уничтожающих обитаемые планеты, на которых есть  любые прямолинейные постройки и сооружения.
«Двигатели бога» первоначально был независимым романом, но потом главный его герой — пилот Присцилла Хатчинс — появляется ещё в четырёх книгах: «Обречённая» (2001), «Чинди» (2002), «Oмега» (2003) и «Одиссея» (2006). Несмотря на события, изложенные в двух первых томах, тайну, окружающую разрушительные Омега-облака, которая описана в романе «Двигатели бога», героиня раскрывает только в романе «Oмега».
Спецификой романов Макдевита является то, что его романы зачастую поднимают вопросы, на которые он и не пытается искать ответы, пропуская их в пользу тех сюжетных линий, которые представляют для него наибольший интерес.
Макдевит ходил в «LaSalle College», где его короткий рассказ выиграл в школьном соревновании и был опубликован в литературном журнале колледжа «Four Quarters». Как сам Макдевит говорил в интервью, он всю свою жизнь шел по пути к писательской деятельности. «Когда в школе я читал „Дэвида Копперфильда“, я думал, что никогда не смогу написать так же хорошо, а потому по окончании школы присоединился к торговому флоту. Потом я сменил много профессий — был водителем такси, преподавателем английского, принимался за работу инспектора на таможне на северной границе, и не написал ни слова до последней четверти 20 столетия». После его школьного опыта он впервые взялся за писательскую работу, когда его жена Морин попросила его попробовать снова взять в руку ручку. Это произошло в 1980 году.
С 2007 года Макдевит живёт в Сент-Симмонс Айленд, штат Джорджия.

## Премии и награды
- 1987, Премия Локус в категории «Дебютный роман» за «Послание Геркулеса» (The Hercules Text)
- 2004, John W. Campbell Memorial Award в категории Лучший НФ-роман за «Омега» (Omega)
- 2006, Небьюла в категории «Роман» за «Искатель»
- 2015, Премия Роберта А. Хайнлайна / Robert A. Heinlein Award

### Романы
- Послание Геркулеса / The Hercules Text (1986)
- Eternity Road (1998)
- Moonfall (1998)
- Infinity Beach (2000) (другое название для Великобритании - Slow Lightning)
- Time Travelers Never Die (2009)
- The Cassandra Project, совместно с Майк Резник (2012)

Серии
- Алекс Бенедикт / Alex Benedict

1. Военный талант / A Talent for War (1989)
2. Полярис / Polaris (2004)
3. Искатель / Seeker (2005)
4. Око Дьявола / The Devil’s Eye (2008)
5. Эхо / Echo (2010)
6. Жар-птица / Firebird (2011)
7. Возвращение / Coming Home (2014)
8. Пропавшая Октавия / Octavia Gone (2019)
9. Village in the Sky (2023)

Действие коротких рассказов «В башне» (1987) и «Голос в ночи» (2013) также происходит во вселенной Алекса Бенедикта.
- Космоархеологи / Priscilla «Hutch» Hutchins - Academy

1. + Starhawk (2013) [приквел]
2. Двигатели бога / The Engines of God (1994)
3. Обречённая / Deepsix (2001)
4. Чинди / Chindi (2002)
5. Омега / Omega (2003)
6. Одиссея / Odyssey (2006)
7. Адский котел / Cauldron (2007)
8. The Long Sunset (2018)

Действие коротких рассказов "Melville on Iapetus" (1983), "Хранить обещания" (Promises to Keep) (1984), " Oculus" (2002), "The Big Downtown" (2005), "Kaminsky At War" (2006), "Maiden Voyage" (2012), "Waiting at the Altar" (2012) и "The Cat's Pajamas" (2012) также происходят во вселенной Академии. 
- Звёздный Портал / Ancient Shores

1. Звёздный Портал / Ancient Shores (1996)
2. Thunderbird (2015)

- Kristi Land and Greg Cooper // Соавтор: Майкл Шара

1. Lighthouse (2006) // Соавтор: Майкл Шара
2. Cool Neighbor (2007) // Соавтор: Майкл Шара